# Klaus Beer
Klaus Beer (Legnica, Alemania —actual Polonia— 14 de noviembre de 1942-8 de junio de 2023) fue un atleta alemán, especializado en la prueba de salto de longitud en la que llegó a ser subcampeón olímpico en 1968.

## Carrera deportiva
En los JJ. OO. de México 1968 ganó la medalla de plata en el salto de longitud, con un salto de 8.19 metros, tras el estadounidense Bob Beamon que con un gran salto de 8.90 metros, y por delante de otro estadounidense Ralph Boston (bronce con 8.16 m).
Fue siete veces (1961, 1962, 1964, 1967-1970) campeón de Alemania Oriental compitiendo al aire libre y campeón nacional cuatro veces (1965, 1968-1970) en interiores. Ocupó el segundo lugar en el Campeonato de Europa de atletismo bajo techo en 1970. También ocupó el segundo lugar en la final de la Copa de Europa de 1970, el campeonato de Europa por equipos, que Alemania Oriental ganó ese año.
Falleció el 8 de junio de 2023, a la edad de ochenta años.